# Kempten
Kempten là một thành phố không thuộc huyện nào ở Allgäu, thuộc vùng hành chính Bayrischer Schwaben trong bang Bayern, Đức. Thành phố có diện tích 63,29 km², dân số là 68.940 người (tính đến cuối năm 2020). Kempten sau Augsburg là thành phố lớn thứ 2 trong vùng hành chính này và là một trong những thành phố lâu đời nhất nước Đức.
Cảnh quan thành phố được đặc trưng bởi sự cùng tồn tại hàng thế kỷ của hai trung tâm thị trấn: một bên là cái gọi là thành phố của 
viện phụ vương quyền (Stiftsstadt) Kempten, bên kia là thị trấn hoàng gia (Reichsstadt) Kempten. Cấu trúc cơ bản và đường viền tương phản, vẫn có thể được nhìn thấy ngày nay, khiến Kempten trở thành một thành phố song sinh.
Từ năm 1977 Kempten có đại học Kempten, với khoảng gần 6000 sinh viên.

## Lịch sử

### Thời cổ đại: Cambodunum
Cùng với Speyer, Worms, Trier, Köln và Augsburg, Kempten là một trong những thành phố lâu đời nhất ở Đức. Lịch sử của Kempten được ghi lại ít nhất là vào thời điểm người La Mã chinh phục chân đồi của dãy núi Alps vào khoảng năm 15 trước Công nguyên. Khu định cư của người Celtic ở Kambodounon lần đầu tiên được chứng thực bằng văn bản trong cuốn sách thứ tư về địa lý của nhà địa lý người Hy Lạp Strabo, được viết trước năm 18 sau Công nguyên. Tuy nhiên, không có bằng chứng khảo cổ đáng tin cậy nào về một khu định cư lớn từ thời tiền La Mã. Mặt khác, sự tồn tại của thành phố La Mã Cambodunum được coi là chắc chắn kể từ khoảng thời gian người La Mã đã nói ở trên chinh phục chân núi dãy Alps. Cambodunum có lẽ là thủ phủ của tỉnh Raetia trong thế kỷ thứ nhất và thứ hai trước khi Augsburg mới thành lập đảm nhận chức năng này từ thế kỷ thứ 2 sau đó.
Thời hoàng kim của thành phố là vào thế kỷ thứ nhất và thứ hai. Vào cuối thế kỷ thứ 3, Kempten trở thành một thị trấn biên giới của La Mã khi hệ thống canh gác biên giới Danube-Iller-Rhine Limes được xây dựng. Một khu định cư có pháo đài cuối thời La Mã có tường bao quanh được xây dựng trên và gần ngọn đồi trong thung lũng sông ngày nay được gọi là Burghalde; nó được gọi là Cambidanum và trải dài về phía bắc từ pháo đài trên đồi đến gò đất nơi có Nhà thờ Thánh Mang hiện nay. Một phân đội của Quân đoàn Ý thứ 3 đã đóng quân lâu dài ở đó. 

### Thời Trung cổ: 2 thành phố

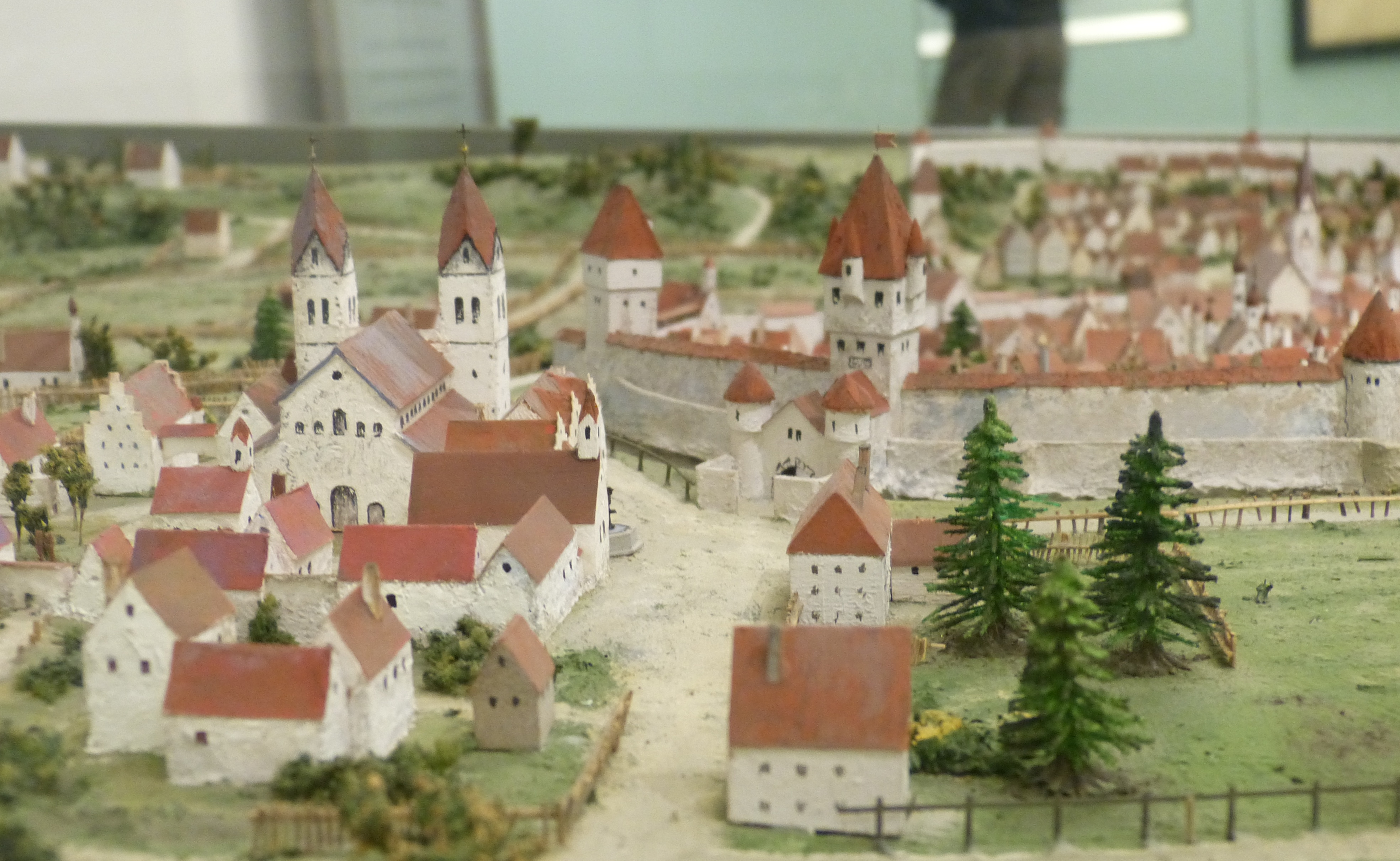
Tình hình trước Chiến tranh ba mươi năm: Marienmünster Kempten của giáo phận vương quyền tại cổng của thành phố hoàng gia Kempten

Lịch sử định cư thời trung cổ của Kempten rất phức tạp; văn học lịch sử thành phố cung cấp một số phiên bản mâu thuẫn với nhau. Nghiên cứu khảo cổ chuyên sâu kể từ khi thành lập khảo cổ học thành phố năm 1982 đã có thể làm rõ nhiều sai lầm.
Kể từ giữa thế kỷ thứ 8, đã có một tu viện ở Kempten ở bên trái Illerhochterrasse, Audogar là người trụ trì và người sáng lập đầu tiên vào năm 752 . Có lẽ trước đó đã có một nhà thờ ở vị trí này tên là Marienkirche, được giám mục Augsburg Wikterp cống hiến, phục vụ như một nhà thờ tu viện vài năm trước. Người xây dựng nó là một thầy tu ở St. Gallen tên Theodor, người đã đến Allgäu cùng với thánh Magnus. Tu viện thời tiền trung cổ tọa lạc ở khu vực cánh phía đông của cung điện ngày nay chứ không phải tại St.-Mang-Platz hoặc trên Burghalde, như được giả định trong văn học cũ.
Cả hai nhà thờ giáo xứ cũ của St. Mang và St. Lorenz đều có những nhà thờ được xây trước đây ở đó vào thời trung cổ: Kế bên và phía dưới hai nhà thờ, tàn dư của các tòa nhà trước đó và các bãi hố rộng lớn đã được kiểm tra khảo cổ học, cả hai nơi đều có nhà thờ được xây từ cuối thế kỷ thứ 7.  Điều này chứng tỏ sự tồn tại của một khu định cư thời tiền trung cổ trước khi tu viện được thành lập.
Từ 773, Nữ hoàng Hildegard, vợ của Đại đế Karl, được cho là đã hỗ trợ tu viện Kempten. Kể từ đó, bà đã được tôn thờ như một người sáng lập. Karl dường như đã xác nhận quyền và sở hữu của tu viện năm 774. Năm 777 tu viện ở đó được cho là đã được Giáo hoàng Hadrian I ban phép, nhưng không có bằng chứng nào cho việc Giáo hoàng có mặt ở phía bắc dãy Alps. 
Được sự hỗ trợ của hoàng tộc Karolinger, sau Hildegard và Karl bởi cả con trai của họ Ludwig, Viện phụ của tu viện Kempen đã vươn lên thành những nhà cai trị lớn nhất về mặt đất đai và quan trọng nhất ở Allgäu. Viện phụ vương quyền (danh hiệu từ thế kỷ thứ 12) đã thành công phát triển từ một khu định cư băng qua sông thành một thành phố. Tu viện và thành phố mãi đến nửa sau của thế kỷ 13 bị ngăn cách bởi sông Iller, nơi chỉ có dòng chảy như ngày hôm nay ngay trước 1300.  Sông Iller cũng là biên giới giữa giáo phận Konstanz và Augsburg; đường biên giới cũ được duy trì cả sau khi dồng sông được đi chuyển cho đến năm 1827.

### Phong trào Cải cách và các cuộc chiến tranh tôn giáo
Trước các cổng của Thành phố Hoàng gia, Tu viện Công giáo đã có các khu định cư riêng, bao gồm các nhân viên, bang hội và nông dân. Phong trào Cải cách và Chiến tranh nông dân liên quan đã đưa tu viện vào một tình huống khó khăn. Rốt cuộc, bằng cách khai thác một tình huống khó khăn, Thành phố Hoàng gia đã đạt được sự độc lập rộng rãi từ tu viện. Con đường đưa đến một cuộc cải cách tôn giáo ở Thành phố Hoàng gia đã được trải ra. Sau khi phát triển thành một thành phố hoàng gia Tin lành, tình hình giữa nó và tu viện đã căng thẳng hơn bao giờ hết.

## Kết nghĩa
- Bad Dürkheim, Rhineland-Palatinate, Đức, từ năm 2001
- Quiberon, Morbihan, Pháp, từ năm 1971 (ban đầu với đô thị St. Mang)
- Sligo, Hạt Sligo, Ireland, từ năm 1990
- Sopron, Győr-Moson-Sopron, Hungary, từ năm 1987
- Trento, Trentino, Italia, từ năm 1987